# 悬崖之上
《悬崖之上》，是2021年中国拍摄的抗日战争时期的谍战悬疑片，由张艺谋执导，张译、于和伟、秦海璐、朱亚文、刘浩存等主演。本片由中影股份、英皇电影、上影集團、华夏电影出品，2021年4月30日上映，且代表中国大陆角逐第94届奥斯卡金像奖最佳国际电影奖。
本片亦为2012年电视剧《悬崖》的前传。

## 剧情
中共四人特务小组从苏联前往伪满洲国的哈尔滨执行被称为“乌特拉”（утреня，詞源утро）的行动，以营救见证日本人进行反人类实验的证人。

## 角色
- 张译 饰 张宪臣
- 于和伟 饰 周乙
- 秦海璐 饰 王郁
- 朱亚文 饰 楚良
- 刘浩存 饰 小兰
- 倪大红 饰 高科長
- 李乃文 饰 鲁明
- 余皑磊 饰 金志德
- 周晓凡 饰 小孟
- 雷佳音 饰 谢子荣
- 沙溢 饰 老冯
- 韩昊霖 饰 张宪臣之子
- 赵毅 饰 老韩
- 安冬 饰 保长女儿

## 制作
2019年10月，影片概念海报在平遙國際電影展上公布，同年12月13日在雪乡国家森林公园开机拍摄，5月19日杀青。

## 发行
影片由中国电影股份有限公司，英皇电影，上海电影（集团）有限公司，华夏电影发行有限责任公司出品，影片将于4月18日、4月24日、4月29日开启超前点映。2021年4月30日正式上映。包含IMAX、CINITY、中国巨幕、杜比影院等版本。5月5日，《悬崖之上》票房破5亿。5月9日，凭借好的口碑成功逆袭，成为同期影片票房第一，票房达到7.26亿。5月15日票房超过9亿，5月20日票房超过10亿，5月30日票房超过11亿。6月19日，《悬崖之上》中國票房超过11.74亿，成为张艺谋目前中國票房最高的电影。
4月30日，《悬崖之上》在美国、加拿大、澳大利亚和新西兰同步上映，排名同期上映华语片票房第一。

## 电影歌曲
| 曲別   | 歌名         | 作曲     | 作詞     | 主唱 |
| ------ | ------------ | -------- | -------- | ---- |
| 主題曲 | 《悬崖之上》 | 火星电台 | 火星电台 | 周深 |

## 奖项
| 年份 | 颁奖典礼                             | 奖项                   | 入围者           | 结果 |
| ---- | ------------------------------------ | ---------------------- | ---------------- | ---- |
| 2021 | 第30届华鼎奖                         | 最佳影片               | 《悬崖之上》     | 提名 |
| 2021 | 第30届华鼎奖                         | 最佳编剧               | 全勇先           | 獲獎 |
| 2021 | 第30届华鼎奖                         | 最佳男主角             | 于和伟           | 提名 |
| 2021 | 第30届华鼎奖                         | 最佳女配角             | 秦海璐           | 提名 |
| 2021 | 第30届华鼎奖                         | 最佳歌曲               | 周深《悬崖之上》 | 提名 |
| 2021 | 第34届金鸡奖                         | 最佳故事片             | 《悬崖之上》     | 提名 |
| 2021 | 第34届金鸡奖                         | 最佳导演               | 张艺谋           | 獲獎 |
| 2021 | 第34届金鸡奖                         | 最佳男主角             | 于和伟           | 提名 |
| 2021 | 第34届金鸡奖                         | 最佳男主角             | 张译             | 獲獎 |
| 2021 | 第34届金鸡奖                         | 最佳摄影               | 赵小丁           | 獲獎 |
| 2021 | 第34届金鸡奖                         | 最佳录音               | 杨江、赵楠       | 提名 |
| 2021 | 第34届金鸡奖                         | 最佳美术               | 林木             | 提名 |
| 2022 | 第36届百花奖                         | 最佳男主角             | 张译             | 獲獎 |
| 2023 | 第19屆中國電影華表獎                 | 优秀故事片             | 《悬崖之上》     | 提名 |
| 2024 | 中国电影导演协会2020年至2023年度表彰 | 年度影片（2021年度）   | 《悬崖之上》     | 提名 |
| 2024 | 中国电影导演协会2020年至2023年度表彰 | 年度导演（2021年度）   | 张艺谋           | 提名 |
| 2024 | 中国电影导演协会2020年至2023年度表彰 | 年度编剧（2021年度）   | 全勇先、张艺谋   | 提名 |
| 2024 | 中国电影导演协会2020年至2023年度表彰 | 年度男演员（2021年度） | 于和伟           | 提名 |